# منزل بتروفا
منزل بتروفا (بالروسية: Особняк Петрова) هو مبنى يقع في مدينة روستوف على نهر الدون بروسيا. تم بناء المنزل في نهاية القرن 19. يدخل المبنى ضمن التراث الثقافي ذي القيمة الإقليمية.

## تاريخ
بُني القصر في نهاية القرن التاسع عشر.
في عام 1898 كان القصر ضمن أملاك إدارة السكك الحديدية فلاديقوقاز.

## صور

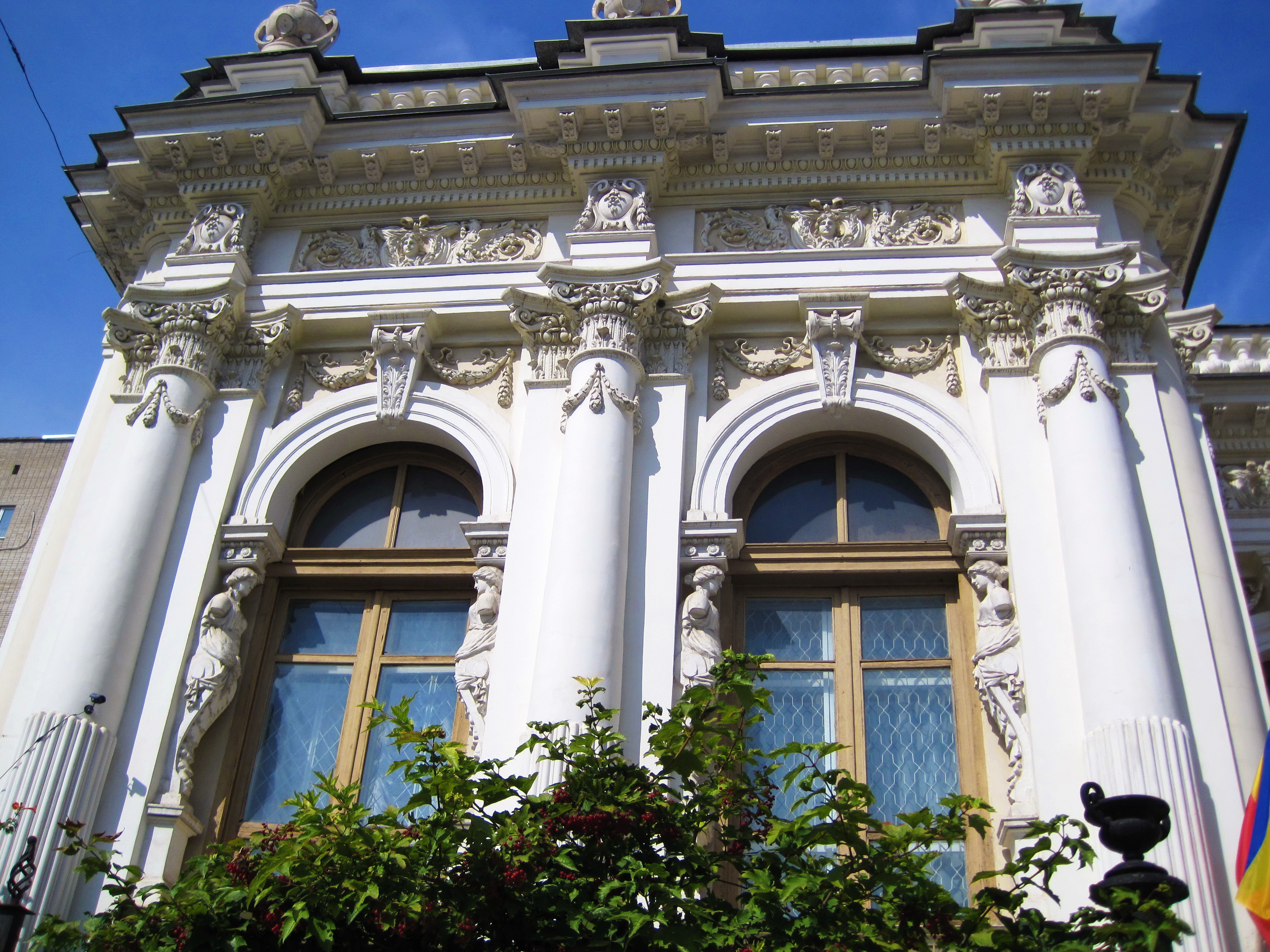
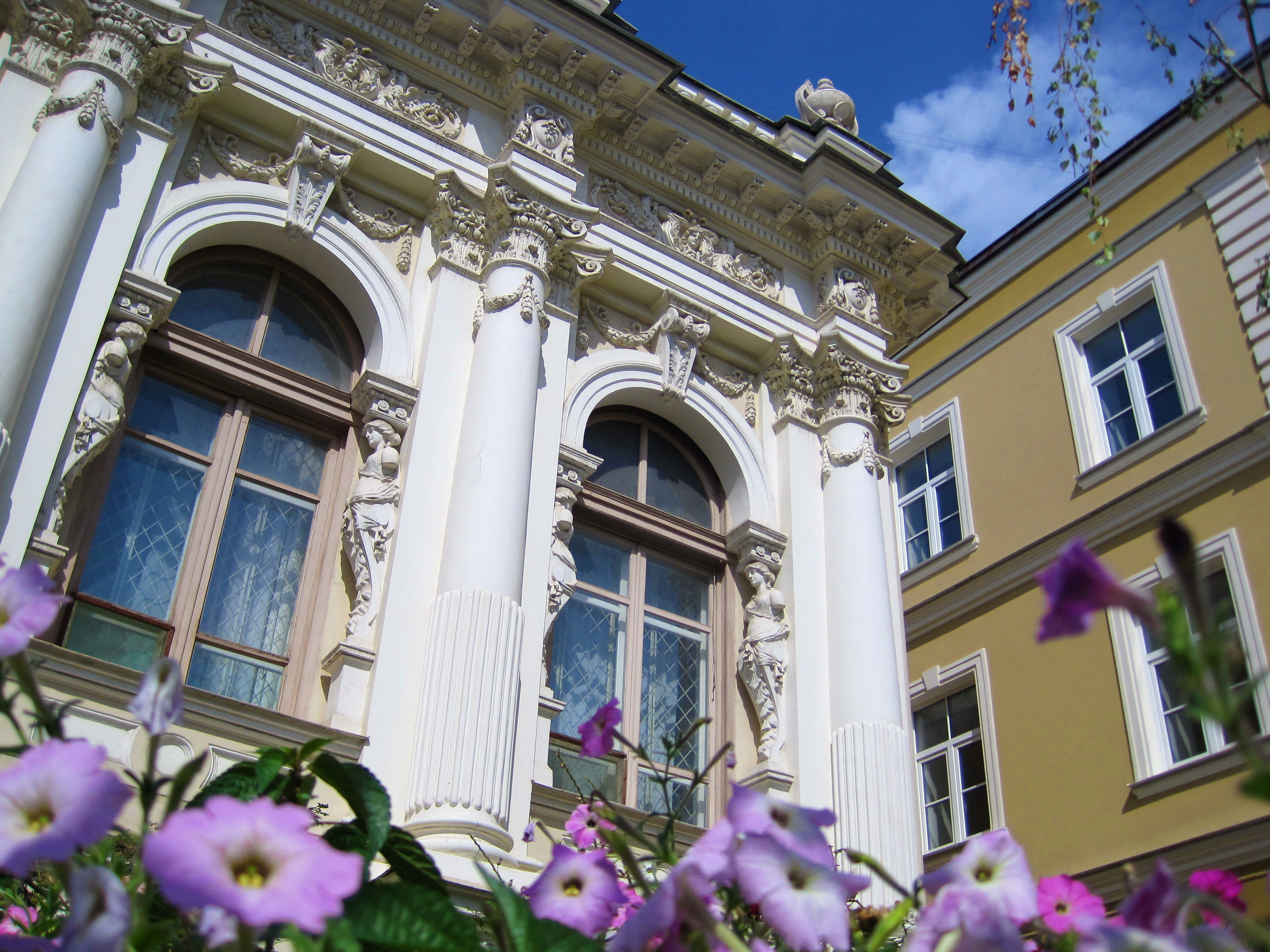
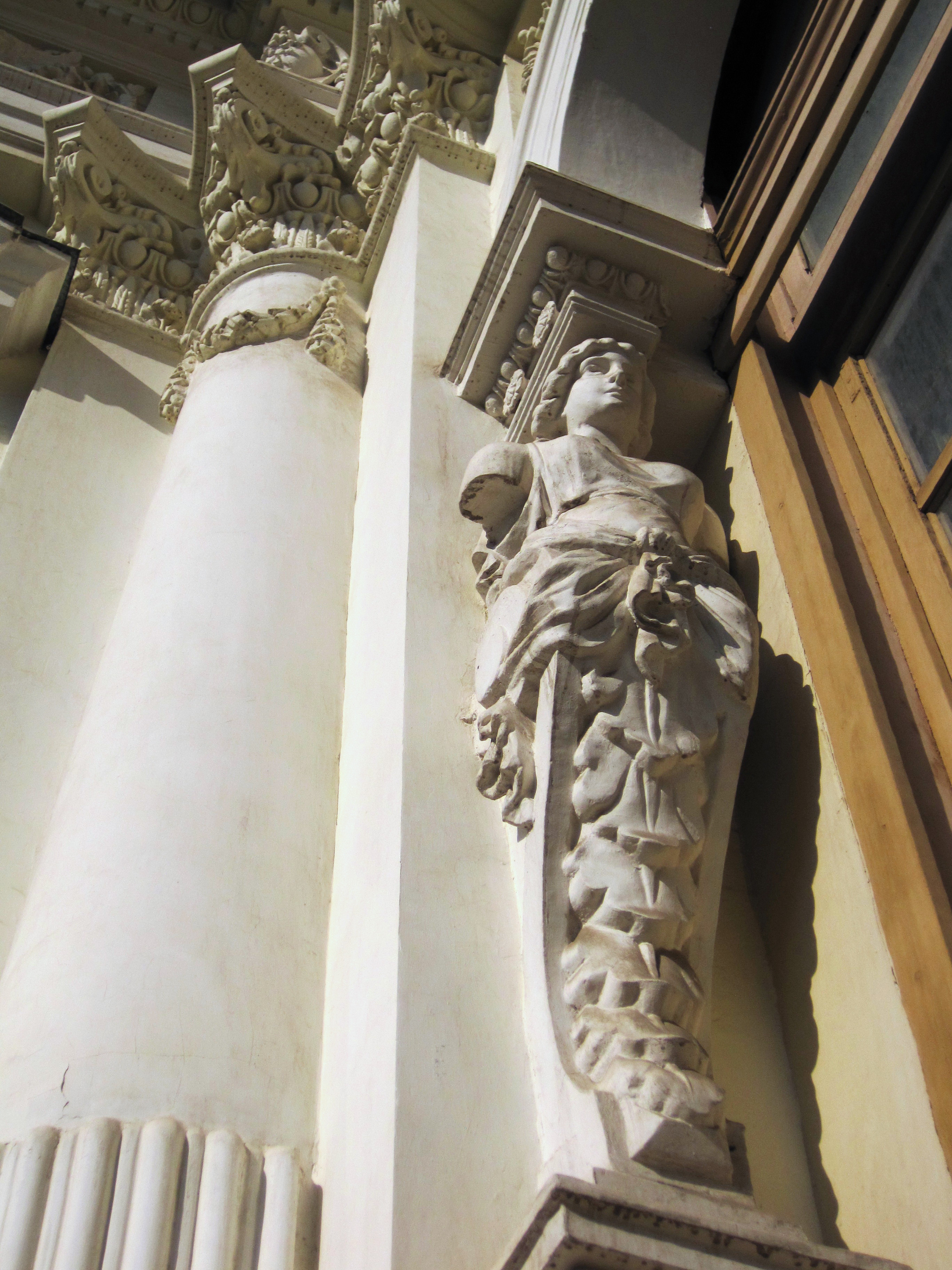